# Aizkraukle (distrito)
Aizkraukle (letão: Aizkraukles rajons) é um distrito da Letônia localizado na região de Zemgale. Sua capital é a cidade de Aizkraukle, sendo a sua população estimada em 39.971 habitantes.